# Hexahidroborita
L'hexahidroborita és un mineral de la classe dels borats. El seu nom prové de la seva composició, originalment es creia que aquesta espècie mineral contenia sis molècules d'aigua d'hidratació però posteriorment l'anàlisi de la seva estructura cristal·lina va demostrar que només en conté dues.

## Característiques
L'hexahydroborita és un borat de fórmula química Ca[B(OH)₄]₂·2H₂O. Cristal·litza en el sistema monoclínic en cristalls prismàtics aplanats, de fins a 2 mm. La seva duresa a l'escala de Mohs és 2,5.
Segons la classificació de Nickel-Strunz, l'hexahidroborita pertany a «06.AC - Monoborats, B(O,OH)₄, amb i sense anions addicionals; 1(T), 1(T)+OH, etc.» juntament amb els següents minerals: sinhalita, pseudosinhalita, behierita, schiavinatoïta, frolovita, henmilita, bandylita, teepleïta, moydita-(Y), carboborita, sulfoborita, lüneburgita, seamanita i cahnita.

## Formació i jaciments
L'hexahydroborita és un component poc freqüent dels dipòsits d'skarn enriquits en bor en calcàries metasomitzades. Va ser descoberta al dipòsit de B Solongo, a l'altiplà Vitim (Buriàtia, Rússia) associada a pentahidroborita, frolovita, kurchatovita i sakhaïta. També ha estat descrita a la mina Fuka, a Takahashi (Prefectura d'Okayama, Honshu, Japó) associada a olshanskyita i calcita.